# Alessio Miceli
Alessio Miceli (Rome, 31 augustus 1999) is een Italiaans voetballer die doorgaans als middenvelder speelt.

## Carrière
Alessio Miceli speelde in de jeugd van ASD Cynthia 1920 en SS Lazio, waar hij in het seizoen 2017/18 enkele wedstrijden deel uitmaakte van de selectie van het eerste elftal. Hij debuteerde voor Lazio op 23 november 2017, in de met 1-1 gelijkgespeelde thuiswedstrijd tegen Vitesse in de UEFA Europa League. Hij kwam in de 86e minuut in het veld voor Dušan Basta. In de volgende speelronde van de Europa League, tegen SV Zulte Waregem, mocht Miceli in de basis beginnen en werd hij na 55 minuten vervangen door Lucas Leiva.
In 2018 vertrok hij transfervrij naar FeralpiSalò, wat in de Serie C uitkwam. Hier kwam hij, onder andere door blessures, slechts tot een wedstrijd in de Coppa Italia en een wedstrijd in de Coppa Italia Serie C. Het grootste deel van het seizoen 2019/20 werd hij aan competitiegenoot US Olbia 1905 verhuurd, maar ook hier kwam hij slechts tot vijf invalbeurten. In 2020 maakte hij de overstap naar Piacenza Calcio, ook uitkomend in de Serie C. Hier kwam hij iets vaker in actie.
In 2021 tekende Miceli na een proefperiode een contract tot medio 2023 bij FC Dordrecht, waar hij met zeven andere spelers tegelijk gepresenteerd werd. Hij debuteerde voor Dordrecht op 6 augustus 2021, in de met 1-1 gelijkgespeelde thuiswedstrijd tegen Jong PSV. Op 22 oktober 2021 wist hij in de met 3-3 gelijkgespeelde thuiswedstrijd tegen FC Den Bosch tweemaal het net te vinden.

### Statistieken
| Seizoen                      | Club            | Competitie     | Competitie | Competitie | Beker | Beker | Internationaal | Internationaal | Overig | Overig | Totaal | Totaal |
| Seizoen                      | Club            | Competitie     | Wed.       | Dlp.       | Wed.  | Dlp.  | Wed.           | Dlp.           | Wed.   | Dlp.   | Wed.   | Dlp.   |
| ---------------------------- | --------------- | -------------- | ---------- | ---------- | ----- | ----- | -------------- | -------------- | ------ | ------ | ------ | ------ |
| 2017/18                      | SS Lazio        | Serie A        | 0          | 0          | 0     | 0     | 2              | 0              | 0      | 0      | 2      | 0      |
| 2018/19                      | FeralpiSalò     | Serie C        | 0          | 0          | 1     | 0     | –              | –              | 1      | 0      | 2      | 0      |
| 2019/20                      | FeralpiSalò     | Serie C        | 0          | 0          | 0     | 0     | –              | –              | 0      | 0      | 0      | 0      |
| 2019/20                      | → US Olbia 1905 | Serie C        | 4          | 0          | 0     | 0     | –              | –              | 1      | 0      | 5      | 0      |
| 2020/21                      | Piacenza Calcio | Serie C        | 12         | 1          | 0     | 0     | –              | –              | –      | –      | 12     | 1      |
| 2021/22                      | FC Dordrecht    | Eerste divisie | 17         | 2          | 1     | 0     | –              | –              | –      | –      | 18     | 2      |
| Carrièretotaal               | Carrièretotaal  | Carrièretotaal | 33         | 3          | 2     | 0     | 2              | 0              | 2      | 0      | 39     | 3      |
| Bijgewerkt op 8 januari 2022 |                 |                |            |            |       |       |                |                |        |        |        |        |